# Viande d'ours
La viande d'ours est l'ensemble des parties comestibles des différentes espèces d'ours utilisées pour l'alimentation humaine.

## Par région

### Aïnous

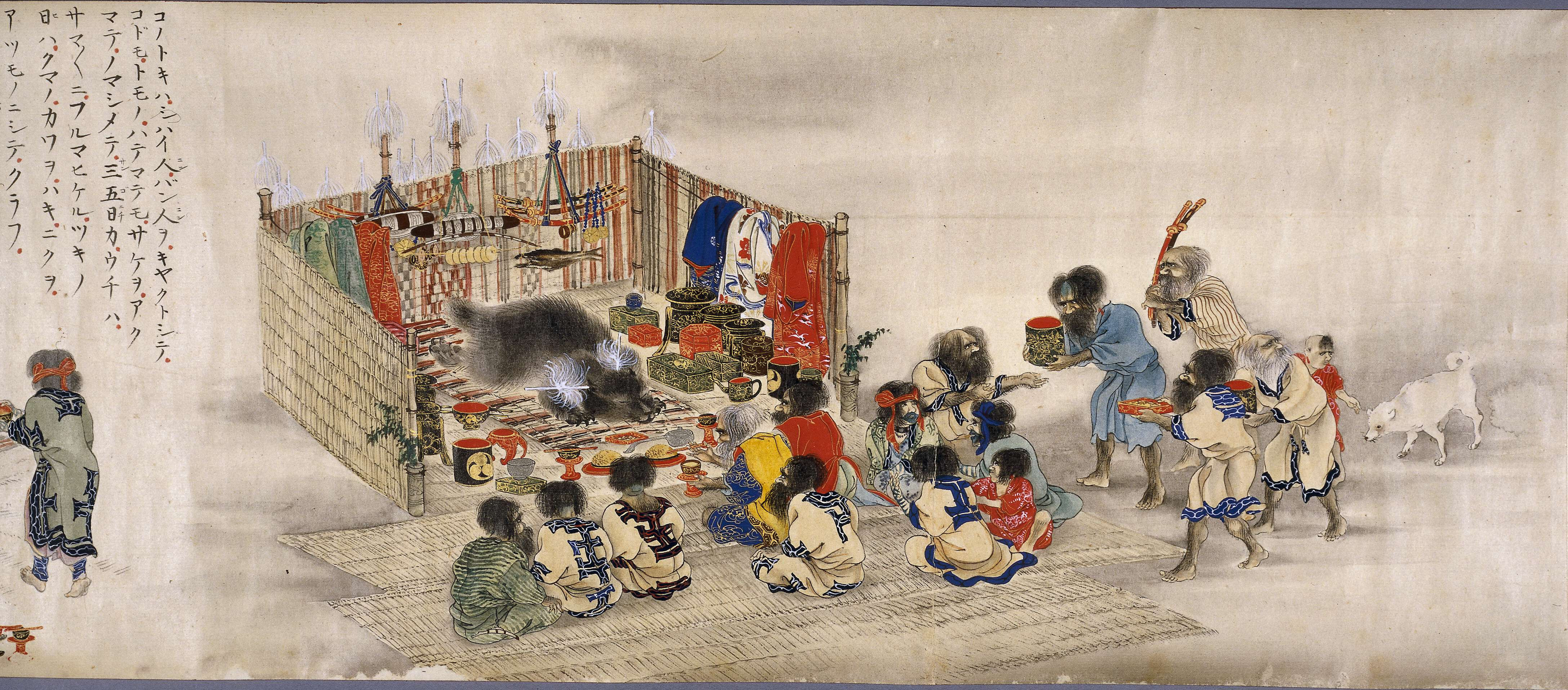
Iyomante vers 1870.

Traditionnellement chez les aïnous (ethnie du Japon et de Russie), l'ours est consommé lors d'un rite appelé Iyomante. Lorsqu'une femme aïnoue perd un enfant, il arrive qu'un ourson soit capturé bébé et nourri au sein. Il est ainsi élevé durant trois ou quatre ans où il devient un membre à part entière du clan, puis sacrifié, avant que sa chair ne soit consommée lors d'un banquet. Traditionnellement, les tribus aïnous s'approprient ainsi la force et toutes les qualités de l'animal, particulièrement en mangeant sa patte antérieure gauche, mais aussi sa langue, son museau, ses oreilles, son cœur ou son foie. Le crâne de l'ours est généralement conservé comme talisman.

### Russie

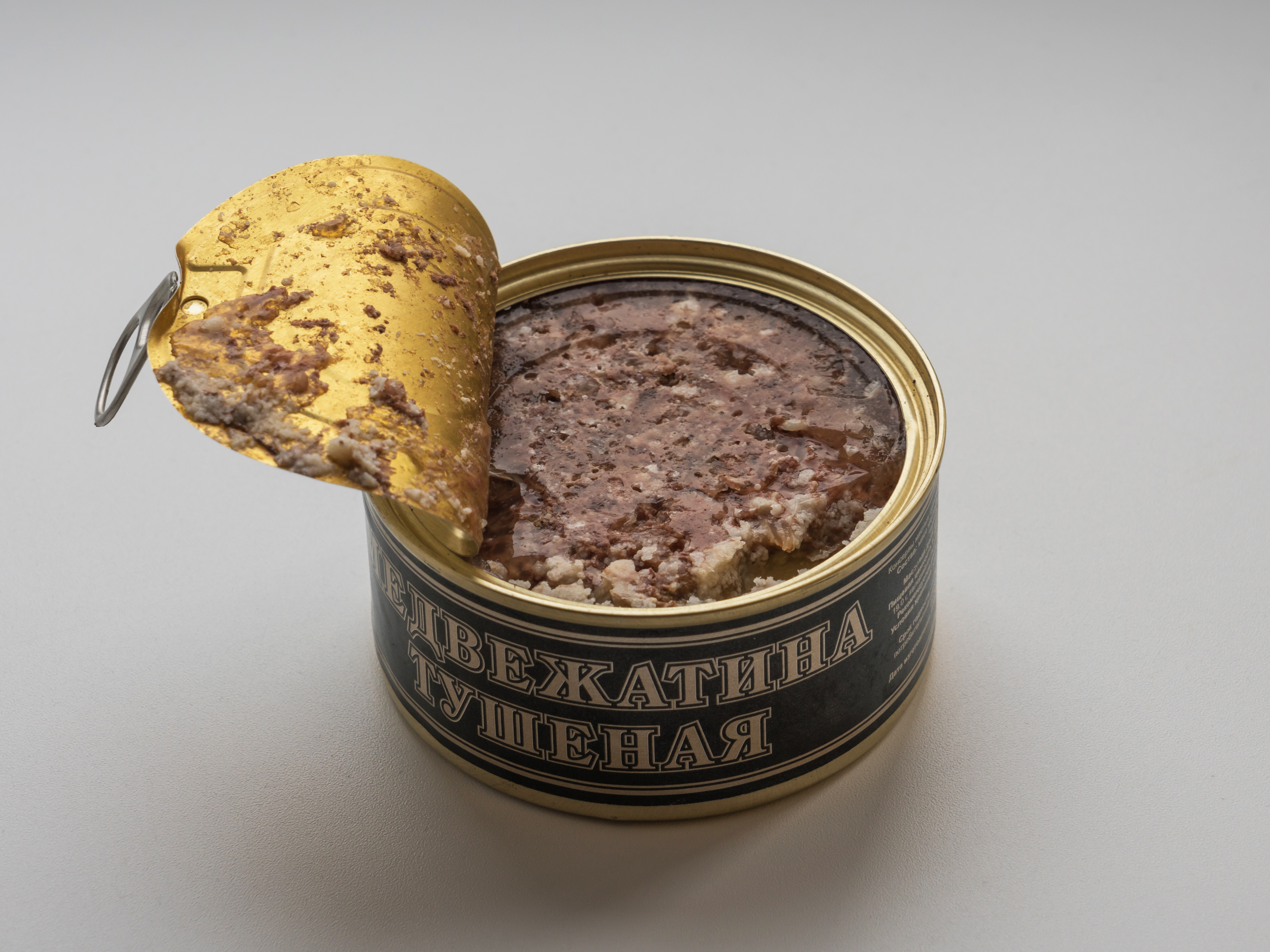
Conserve d'ours russe.

### Finlande

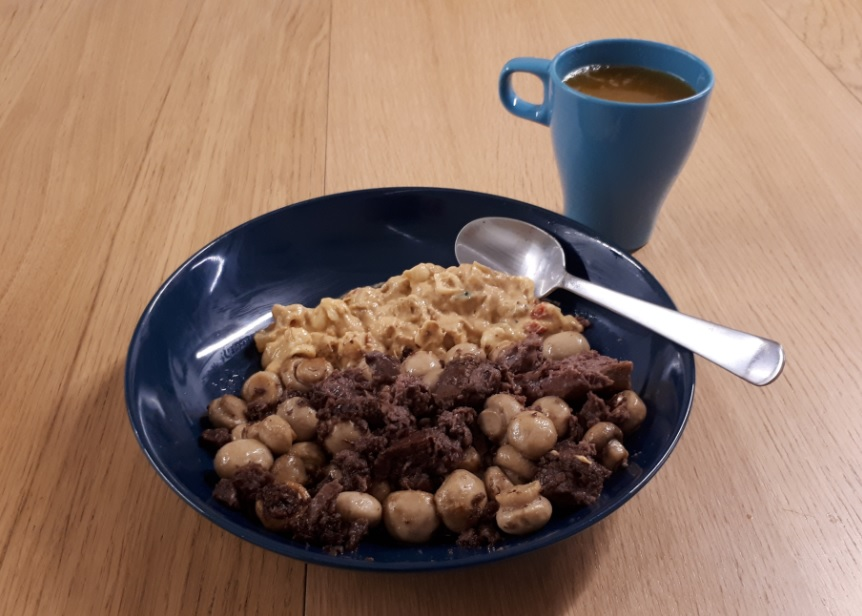
Recette de viande d'ours de Finlande.

### Canada
Après avoir perdu sa popularité, la viande d'ours revient à la mode au Québec dans les années 2010. Plus de 6 500 ours noirs sont chassés en 2018, essentiellement pour leur viande.

### États-Unis
Les premiers colons européens consommaient l'ours dès le XVIIe siècle. Cette viande réputée fut servie jusqu'au plus haut sommet de l'État. Au milieu du XXe siècle, un livre de cuisine lui consacre un chapitre entier, y compris des conseils pour sa découpe. Le magazine gastronomique Gourmet, réputé pour favoriser la cuisine de qualité, cite trois recettes d'ours dans son recueil de 1957.

## Caractéristiques
L'ours brun et noir étant omnivore, le goût de sa viande varie fortement selon son alimentation. Lorsque l'animal se nourrit essentiellement de saumons par exemple, sa viande prend un goût de poisson. Sa viande est particulièrement appréciée lors des périodes où il est principalement végétarien.